# Giro d'Itàlia de 2010
El Giro d'Itàlia de 2010 és la noranta-tresena edició del Giro d'Itàlia i es disputà entre 8 i el 30 de maig de 2010, amb un recorregut de 3.418 km distribuïts en 21 etapes, tres d'elles contrarellotge individual i una contrarellotge per equips. Aquesta era la catorzena prova del Calendari mundial. La sortida de la cursa es feu a Amsterdam, Països Baixos, i el final a Verona.
La victòria fou per l'italià Ivan Basso, vencedor de l'edició de 2006. Fou seguit per l'espanyol David Arroyo i el seu company d'equip Vincenzo Nibali. L'australià Cadel Evans que acabà coinquè, guanyà la classificació per punts, i els seus compatriotes Matthew Lloyd i Richie Porte guanyaren respectivament la classificació de la muntanya i dels joves. El Liquigas-Doimo guanyà la classificació per equips.

## Equips participants
La llista dels 22 equips participants es va fer pública el 22 de març, amb 15 equips ProTour i 7 equips continentals professionals: 
- Equips ProTour: Team Milram, Omega Pharma-Lotto, Quick Step, Team Saxo Bank, Caisse d'Epargne, Footon-Servetto, Garmin-Transitions, Team HTC-Columbia, AG2R La Mondiale, Lampre-Farnese Vini, Liquigas-Doimo, Astana Qazaqstan Team, Rabobank ProTeam, Team Sky, Team Katusha
- Equips continentals professionals: BMC Racing Team, Bbox Bouygues Telecom, Cofidis, Colnago-CSF Inox, Acqua & Sapone, Androni Giocattoli, Cervélo TestTeam

Tres equips ProTour no participen en aquesta edició del Giro d'Itàlia: Euskaltel–Euskadi, FDJ i Team RadioShack.

## Favorits

### Per la classificació general
Els tres darrers vencedors del Giro d'Itàlia no prenen part en aquesta edició. Denís Ménxov (Rabobank ProTeam), actual vencedor, i Alberto Contador (Astana Qazaqstan Team), vencedor el 2008, prefereixen altres curses per preparar el Tour de França. Danilo Di Luca és suspès per dopatge. Franco Pellizotti (Liquigas-Doimo), 3r el 2009, està investigat per irregularitats en el seu passaport biològic i l'UCI no li permet prendre part en aquesta edició.
Damiano Cunego (Lampre-Farnese Vini), vencedor el 2004, formarà equip junt a Gilberto Simoni, que disputarà el Giro per darrera vegada abans de retirar-se. Ivan Basso (Liquigas-Doimo), vencedor el 2006 i cinquè el 2009, pot aprofitar l'absència de Pellizotti, per convertir-se en el líder de l'equip, sempre que Vincenzo Nibali li permeti.
Stefano Garzelli (Acqua & Sapone), vencedor el 2000 i millor escalador el 2009, Michele Scarponi (Androni Giocattoli), vencedor de 2 etapes el 2009, i Domenico Pozzovivo (Colnago-CSF Inox) participaran en el Giro amb ambicions de fer un bon paper.
Quant a la presència internacional cal destacar Cadel Evans (BMC Racing Team), actual campió del món, participa en el Giro per primera vegada des del 2002. Carlos Sastre (Cervélo TestTeam), 4t i vencedor de 2 etapes de muntanya el 2009, Aleksandr Vinokúrov, Vladímir Karpets (Team Katusha), Bradley Wiggins (Team Sky), 4t al Tour de França de 2009, i Christian Vande Velde (Garmin-Transitions), també prenen part en aquesta edició del Giro.

### Els esprintadors
Mark Cavendish (Team HTC-Columbia) no participa en aquest Giro en preferir disputar la Volta a Califòrnia, passant a ser el referent de l'equip en els esprints Andre Greipel. Óscar Freire (Rabobank ProTeam) tampoc no prendrà part al Giro per una sinusitis. Altres esprintadors, que si prenen part en aquest Giro, són: Alessandro Petacchi, Danilo Hondo (Lampre-Farnese Vini), Tyler Farrar (Garmin-Transitions), Alberto Loddo (Androni Giocattoli), William Bonnet (Bbox Bouygues Telecom), Sacha Modolo (Colnago-CSF Inox), Robbie McEwen (Team Katusha), Robert Forster (Team Milram), Gregory Henderson (Team Sky) i Baden Cooke (Team Saxo Bank).

## Recorregut
| Etapa     | Data       | Recorregut                               |                           | km             | Vencedor d'etapa           | Líder de la general       |
| --------- | ---------- | ---------------------------------------- | ------------------------- | -------------- | -------------------------- | ------------------------- |
| 1a etapa  | 8 de maig  | Amsterdam (NED) – Amsterdam (NED)        | contrarellotge individual | 8,4            | Bradley Wiggins (GBR)      | Bradley Wiggins (GBR)     |
| 2a etapa  | 9 de maig  | Amsterdam (NED) – Utrecht (NED)          | Etapa plana               | 209            | Tyler Farrar (EUA)         | Cadel Evans (AUS)         |
| 3a etapa  | 10 de maig | Amsterdam (NED) – Middelburg (NED)       | Etapa plana               | 224            | Wouter Weylandt (BEL)      | Aleksandr Vinokúrov (KAZ) |
|           | 11 de maig | dia de descans                           | dia de descans            | dia de descans | dia de descans             | dia de descans            |
| 4a etapa  | 12 de maig | Savigliano – Cuneo                       | contrarellotge per equips | 32,5           | Liquigas-Doimo (ITA)       | Vincenzo Nibali (ITA)     |
| 5a etapa  | 13 de maig | Novara – Novi Ligure                     | Etapa plana               | 168            | Jérôme Pineau (FRA)        | Vincenzo Nibali (ITA)     |
| 6a etapa  | 14 de maig | Fidenza – Carrara                        | Etapa de mitja muntanya   | 166            | Matthew Lloyd (AUS)        | Vincenzo Nibali (ITA)     |
| 7a etapa  | 15 de maig | Carrara – Montalcino                     | Etapa de mitja muntanya   | 215            | Cadel Evans (AUS)          | Aleksandr Vinokúrov (KAZ) |
| 8a etapa  | 16 de maig | Chianciano Terme – Terminillo            | Etapa de muntanya         | 189            | Chris Anker Sørensen (DIN) | Aleksandr Vinokúrov (KAZ) |
| 9a etapa  | 17 de maig | Frosinone – Cava de' Tirreni             | Etapa plana               | 188            | Matthew Harley Goss (AUS)  | Aleksandr Vinokúrov (KAZ) |
| 10a etapa | 18 de maig | Avellino – Bitonto                       | Etapa plana               | 220            | Tyler Farrar (EUA)         | Aleksandr Vinokúrov (KAZ) |
| 11a etapa | 19 de maig | Lucera – L'Aquila                        | Etapa de mitja muntanya   | 256            | Ievgueni Petrov (RUS)      | Richie Porte (AUS)        |
| 12a etapa | 20 de maig | Città Sant'Angelo – Porto Recanati       | Etapa plana               | 191            | Filippo Pozzato (ITA)      | Richie Porte (AUS)        |
| 13a etapa | 21 de maig | Porto Recanati – Cesenatico              | Etapa de mitja muntanya   | 222            | Manuel Belletti (ITA)      | Richie Porte (AUS)        |
| 14a etapa | 22 de maig | Ferrara – Asolo                          | Etapa de muntanya         | 201            | Vincenzo Nibali (ITA)      | David Arroyo (ESP)        |
| 15a etapa | 23 de maig | Mestre – Monte Zoncolan                  | Etapa de muntanya         | 161            | Ivan Basso (ITA)           | David Arroyo (ESP)        |
|           | 24 de maig | dia de descans                           | dia de descans            | dia de descans | dia de descans             | dia de descans            |
| 16a etapa | 25 de maig | San Vigilio di Marebbe – Plan de Corones | cronoescalada individual  | 12,9           | Stefano Garzelli (ITA)     | David Arroyo (ESP)        |
| 17a etapa | 26 de maig | Bruneck – Peio Terme                     | Etapa de mitja muntanya   | 173            | Damien Monier (FRA)        | David Arroyo (ESP)        |
| 18a etapa | 27 de maig | Levico Terme – Brescia                   | Etapa plana               | 151            | Andre Greipel (GER)        | David Arroyo (ESP)        |
| 19a etapa | 28 de maig | Brescia – Aprica                         | Etapa de muntanya         | 195            | Michele Scarponi (ITA)     | Ivan Basso (ITA)          |
| 20a etapa | 29 de maig | Bormio – Passo di Tonale                 | Etapa de muntanya         | 178            | Johann Tschopp (SUI)       | Ivan Basso (ITA)          |
| 21a etapa | 30 de maig | Verona – Verona                          | contrarellotge individual | 15,3           | Gustav Larsson (SWE)       | Ivan Basso (ITA)          |

## Etapes
Etapa 1. Amsterdam. 8 de maig de 2010. 8,4 km (CRI)
La primera etapa és una contrarellotge individual, totalment plana, pels carrers d'Amsterdam, als Països Baixos.
El vencedor fou Bradley Wiggins (Team Sky), convertint-se en el primer portador de la maglia rosa de la present edició. Aquesta és la seva primera victòria en una gran volta. Cadel Evans (BMC Racing Team) i Aleksandr Vinokúrov (Astana) van confirmar el seu bon moment de forma amb la tercera i quarta posició final. Ivan Basso (Liquigas) i Carlos Sastre (Cervelo TestTeam) perderen menys de 30" i Damiano Cunego (Lampre-Fondital) quasi un minut.
Resultat de l'etapa i classificació general
|    | Ciclista                  | Equip                 | Temps   |
| -- | ------------------------- | --------------------- | ------- |
| 1  | Bradley Wiggins (GBR)     | Team Sky              | 10' 18" |
| 2  | Brent Bookwalter (EUA)    | BMC Racing Team       | + 2"    |
| 3  | Cadel Evans (AUS)         | BMC Racing Team       | + 2"    |
| 4  | Aleksandr Vinokúrov (KAZ) | Astana Qazaqstan Team | + 5"    |
| 5  | Greg Henderson (NZL)      | Team Sky              | + 5"    |
| 6  | Richie Porte (AUS)        | Team Saxo Bank        | + 5"    |
| 7  | David Millar (SCO)        | Garmin-Transitions    | + 6"    |
| 8  | Gustav Larsson (SWE)      | Team Saxo Bank        | + 7"    |
| 9  | Jos van Emden (NED)       | Rabobank ProTeam      | + 9"    |
| 10 | Marco Pinotti (ITA)       | Team HTC-Columbia     | + 9"    |

Etapa 2. Amsterdam - Utrecht. 9 de maig de 2010. 209 km
Etapa totalment plana entre Amsterdam i Utrecht, amb dues petites cotes a mitjan etapa per decidir els primers punts de la muntanya.
Durant l'etapa es produeixen nombroses caigudes, la gran majoria d'elles sense cap conseqüència física, però que provocaren nombrosos talls en el gran grup.
L'escapada del dia la formaren Paul Voss, Flens Rick, Stefano Pirazzi i Mauro Facci, que arribaren a tenir una màxima diferència de poc més de 5' pel control exercit per l'Team Sky al capdavant del gran grup. A 40 km de meta es produí una caiguda en què es veieren implicats una trentena de ciclistes, entre ells el líder Bradley Wiggins. Flens va intentar arribar en solitari, però fou agafat a 24 km de meta. Una altra caiguda important es produí a manca de 7,2 km, quedant al capdavant sols 58 ciclistes, entre els quals no hi havia Wiggins ni Carlos Sastre, que perderen 37" a meta. En l'esprint la victòria fou per a Tyler Farrar i Cadel Evans es vestí amb la màglia rosa.
|    | Ciclista                  | Equip               | Temps      |
| -- | ------------------------- | ------------------- | ---------- |
| 1  | Tyler Farrar (EUA)        | Garmin-Transitions  | 4h 56' 46" |
| 2  | Matthew Goss (AUS)        | Team HTC-Columbia   | m. t.      |
| 3  | Fabio Sabatini (ITA)      | Liquigas-Doimo      | m. t.      |
| 4  | André Greipel (GER)       | Team HTC-Columbia   | m. t.      |
| 5  | Alessandro Petacchi (ITA) | Lampre-Farnese Vini | m. t.      |
| 6  | Christopher Sutton (AUS)  | Team Sky            | m. t.      |
| 7  | Robbie McEwen (AUS)       | Team Katusha        | m. t.      |
| 8  | Graeme Brown (AUS)        | Rabobank ProTeam    | m. t.      |
| 9  | Julian Dean (NZL)         | Garmin-Transitions  | m. t.      |
| 10 | Sacha Modolo (ITA)        | Colnago-CSF Inox    | s.t.       |

|    | Ciclista                  | Equip                 | Temps      |
| -- | ------------------------- | --------------------- | ---------- |
| 1  | Cadel Evans (AUS)         | BMC Racing Team       | 5h 07' 09" |
| 2  | Tyler Farrar (EUA)        | Garmin-Transitions    | + 1"       |
| 3  | Aleksandr Vinokúrov (KAZ) | Astana Qazaqstan Team | + 3"       |
| 4  | Richie Porte (AUS)        | Team Saxo Bank        | + 3"       |
| 5  | David Millar (SCO)        | Garmin-Transitions    | + 4"       |
| 6  | Jos van Emden (NED)       | Rabobank ProTeam      | + 7"       |
| 7  | Vincenzo Nibali (ITA)     | Liquigas-Doimo        | + 8"       |
| 8  | Tom Stamsnijder (NED)     | Rabobank ProTeam      | + 9"       |
| 9  | Marcel Sieberg (GER)      | Team HTC-Columbia     | + 10"      |
| 10 | Matthew Goss (AUS)        | Team HTC-Columbia     | + 13"      |

Etapa 3. Amsterdam - Middelburg. 10 de maig de 2010. 224 km
Darrera etapa per terres holandeses, totalment plana i fins i tot amb alguns sectors per sota del nivell del mar. L'etapa surt d'Amsterdam cap al sud, per anar a toca el mar del Nord, creuant algunes de les illes de Zelanda fins a arribar a Middelburg, a Walcheren.
L'etapa va estar marcada pels fort vents que van bufar durant bona part de l'etapa que van provocar nombrosos trencaments del gran grup per la formació de ventalls, les nombroses caigudes i la pèrdua notable de temps per a alguns dels favorits.
A 30 km de l'arribada una caiguda fa que bona part del Team Sky quedi endarrerit, entre ells Bradley Wiggins. El més afectat per aquesta caiguda fou Christian Vandevelde que es veié obligat a abandonar. Aquesta caiguda va fer que al capdavant quedés un grup format per 29 ciclistes, entre els quals no hi havia el líder, Cadel Evans, que a meta perdé 46" i el lideratge. L'esprint fou guanyat clarament per Wouter Weylandt. El ciclista millor classificat del grup capdavanter era Aleksandr Vinokúrov, que d'aquesta manera es convertia en el nou líder.
Bradley Wiggins va perdre 4', mentre Alessandro Petacchi, Domenico Pozzovivo, Marzio Bruseghin, Filippo Pozzato i Gilberto Simoni van perdre 8' i totes les seves aspiracions a la general.
|    | Ciclista                  | Equip                 | Temps      |
| -- | ------------------------- | --------------------- | ---------- |
| 1  | Wouter Weylandt (BEL)     | Quick Step            | 5h 00' 06" |
| 2  | Graeme Brown (AUS)        | Rabobank ProTeam      | m. t.      |
| 3  | Robert Förster (GER)      | Milram                | m. t..     |
| 4  | Danilo Hondo (GER)        | Lampre-Farnese Vini   | m. t.      |
| 5  | Adam Blythe (GBR)         | Omega Pharma-Lotto    | m. t.      |
| 6  | André Greipel (GER)       | Team HTC-Columbia     | m. t.      |
| 7  | Linus Gerdemann (GER)     | Milram                | m. t.      |
| 8  | Vincenzo Nibali (ITA)     | Liquigas-Doimo        | m. t.      |
| 9  | Thomas Rohregger (AUT)    | Milram                | m. t.      |
| 10 | Aleksandr Vinokúrov (KAZ) | Astana Qazaqstan Team | m. t.      |

|    | Ciclista                  | Equip                 | Temps       |
| -- | ------------------------- | --------------------- | ----------- |
| 1  | Aleksandr Vinokúrov (KAZ) | Astana Qazaqstan Team | 10h 07' 18" |
| 2  | Richie Porte (AUS)        | Team Saxo Bank        | + 0"        |
| 3  | David Millar (SCO)        | Garmin-Transitions    | + 1"        |
| 4  | Vincenzo Nibali (ITA)     | Liquigas-Doimo        | + 5"        |
| 5  | Marcel Sieberg (GER)      | Team HTC-Columbia     | + 7"        |
| 6  | Matthew Goss (AUS)        | Team HTC-Columbia     | + 10"       |
| 7  | André Greipel (GER)       | Team HTC-Columbia     | + 10"       |
| 8  | Linus Gerdemann (GER)     | Milram                | + 12"       |
| 9  | Stefano Garzelli (ITA)    | Acqua & Sapone        | + 15"       |
| 10 | Pieter Weening (NED)      | Rabobank ProTeam      | + 16"       |

Etapa 4. Savigliano - Cuneo. 12 de maig de 2010. 32,5 km (CRE)
Després d'un dia de descans i el trasllat fins al nord d'Itàlia es disputa una Contrarellotge per equips entre Savigliano i Cuneo. El recorregut és sempre ascendent, amb 225 metres de desnivell.
El quart equip en prendre la sortida, el BMC Racing Team de Cadel Evans, aconsegueix el primer temps de referència amb un temps de 37' 58" que serà el millor temps durant una hora. El Team Katusha, de Vladímir Karpets, és el primer equip a millorar el temps i deixar-lo en 37' 04". Més tard serà el Team Sky el que millorarà el temps amb 36' 50". Finalment, el vencedor de l'etapa serà el Liquigas-Doimo, que millorarà el temps en 13" i el deixarà en 36' 37". L'Astana Qazaqstan Team, del líder Aleksandr Vinokúrov va perdre 38" i d'aquesta manera també el lideratge en favor de Vincenzo Nibali.
|    | Equip                       | Temps   |
| -- | --------------------------- | ------- |
| 1  | Liquigas-Doimo (ITA)        | 36' 37" |
| 2  | Team Sky (GBR)              | + 13"   |
| 3  | Team HTC-Columbia (EUA)     | + 21"   |
| 4  | Team Katusha (RUS)          | + 27"   |
| 5  | Astana Qazaqstan Team (KAZ) | + 38"   |
| 6  | Cervélo TestTeam (SUI)      | + 38"   |
| 7  | Omega Pharma-Lotto (BEL)    | + 46"   |
| 8  | Garmin-Transitions (EUA)    | + 49"   |
| 9  | Team Saxo Bank (DEN)        | + 50"   |
| 10 | Milram (GER)                | + 57"   |

|    | Ciclista                  | Equip                 | Temps       |
| -- | ------------------------- | --------------------- | ----------- |
| 1  | Vincenzo Nibali (ITA)     | Liquigas-Doimo        | 10h 44' 00" |
| 2  | Ivan Basso (ITA)          | Liquigas-Doimo        | + 13"       |
| 3  | Valerio Agnoli (ITA)      | Liquigas-Doimo        | + 20"       |
| 4  | Matthew Goss (AUS)        | Team HTC-Columbia     | + 26"       |
| 5  | André Greipel (GER)       | Team HTC-Columbia     | + 26"       |
| 6  | Aleksandr Vinokúrov (KAZ) | Astana Qazaqstan Team | + 33"       |
| 7  | Vladímir Karpets (RUS)    | Team Katusha          | + 39"       |
| 8  | Richie Porte (AUS)        | Team Saxo Bank        | + 45"       |
| 9  | David Millar (SCO)        | Garmin-Transitions    | + 45"       |
| 10 | Paolo Tiralongo (ITA)     | Astana Qazaqstan Team | + 59"       |

Etapa 5. Novara – Novi Ligure. 13 de maig de 2010. 168 km
Etapa plana, amb dues petites cotes a la part central de l'etapa, Avolasca i Castellania. L'etapa ret homenatge a Fausto Coppi, vencedor de 5 Giros, en el cinquantenari de la seva mort. L'etapa passa per la seva vila natal, Castellania i recorre part de les carreteres que feia servir per entrenar-se.
Una escapada de 4 ciclistes formada per Yukiya Arashiro (BBox Bouygues Telecom), Julien Fouchard (Cofidis), Jérôme Pineau (Quick Step) i Paul Voss (Team Milram) aconsegueix 5' 40" a 46 kilòmetres de l'arribada. Paul Voss es despenja del grup capdavanter a manca de 15 km, mentre que els altres tres continuen endavant, resistint la persecució del gran grup. Arashiro és el primer a llançar l'esprint, però és Pineau qui guanya l'etapa per davant de Fouchard. Tyler Farrar (Garmin Chipotle) guanya l'esprint del gran grup. No hi ha canvis a la general.
|    | Ciclista                    | Equip                 | Temps      |
| -- | --------------------------- | --------------------- | ---------- |
| 1  | Jérôme Pineau (FRA)         | Quick Step            | 3h 45' 59" |
| 2  | Julien Fouchard (FRA)       | Cofidis               | m. t.      |
| 3  | Yukiya Arashiro (JAP)       | Bbox Bouygues Telecom | m. t.      |
| 4  | Tyler Farrar (EUA)          | Garmin-Transitions    | + 4"       |
| 5  | Greg Henderson (NZL)        | Team Sky              | + 4"       |
| 6  | Alessandro Petacchi (ITA)   | Lampre-Farnese Vini   | + 4"       |
| 7  | Graeme Brown (AUS)          | Rabobank ProTeam      | + 4"       |
| 8  | André Greipel (DEU)         | Team HTC-Columbia     | + 4"       |
| 9  | Lucas Sebastián Haedo (ARG) | Team Saxo Bank        | + 4"       |
| 10 | William Bonnet (FRA)        | BBox Bouygues Telecom | + 4"       |

|    | Ciclista                  | Equip                 | Temps       |
| -- | ------------------------- | --------------------- | ----------- |
| 1  | Vincenzo Nibali (ITA)     | Liquigas-Doimo        | 14h 30' 03" |
| 2  | Ivan Basso (ITA)          | Liquigas-Doimo        | + 13"       |
| 3  | Valerio Agnoli (ITA)      | Liquigas-Doimo        | + 20"       |
| 4  | Matthew Goss (AUS)        | Team HTC-Columbia     | + 26"       |
| 5  | André Greipel (GER)       | Team HTC-Columbia     | + 26"       |
| 6  | Aleksandr Vinokúrov (KAZ) | Astana Qazaqstan Team | + 33"       |
| 7  | Vladímir Karpets (RUS)    | Team Katusha          | + 39"       |
| 8  | Richie Porte (AUS)        | Team Saxo Bank        | + 45"       |
| 9  | David Millar (SCO)        | Garmin-Transitions    | + 45"       |
| 10 | Paolo Tiralongo (ITA)     | Astana Qazaqstan Team | + 59"       |

Etapa 6. Fidenza – Carrara. 14 de maig de 2010. 166 km
Després de l'homenatge a Fausto Coppi en l'etapa anterior, ara és el torn de Jacques Anquetil, en el 50è aniversari de la seva primera victòria pels carrers de Carrara en una contrarellotge individual. El Passo del Brattello (2a categoria, 11 km al 5%) és la primera gran dificultat muntanyosa d'aquesta edició. L'etapa també inclou dues dificultats més: el pas de Spolverina (10,5 km al 3,5%, de 2a categoria) i el pas de Bedizzano (3 km al 8%, de 3a categoria).
Dos homes s'escapen durant bona part de l'etapa: Rubens Bertogliati (Androni Giocattoli) i Matthew Lloyd (Omega Pharma-Lotto). Matthew Lloyd passa el primer pel Passo del Brattello, mentre que per darrere Paul Voss intenta esgarrapar algun punt per conservar el seu mallot verd. En el descens Guillaume Bonnafond (AG2R La Mondiale) i Paolo Tiralongo (Astana Qazaqstan Team) cauen, havent de ser evacuats a un hospital i veient-se obligats a abandonar. Als peus del Spolverina, segona dificultat del dia, cinc ciclistes s'ecapen: Sergei Klimov i Ievgueni Petrov (Team Katusha), Johann Tschopp (BBox Bouygues Telecom), Matteo Bono (Lampre-Farnese Vini) i Cayetano Sarmiento (Acqua & Sapone). Al cim sols queden Petrov, Tschopp i Sarmiento. Matthew Lloyd aconsegueix en aquest port els punts necessaris per a obtenir el mallot de la muntanya. Al pas de Bedizzano Bertogliati passa per dificultats, cosa que obliga a atacar a Lloyd, el qual marxa en solitari al capdavant per arribar amb més d'un minut a la meta de Carrara. Bertogliati serà segon, mentre Danilo Hondo encapçalarà el gran grup. Vincenzo Nibali conserva el mallot rosa.
|    | Ciclista                 | Equip                 | Temps      |
| -- | ------------------------ | --------------------- | ---------- |
| 1  | Matthew Lloyd (AUS)      | Omega Pharma-Lotto    | 4h 24' 20" |
| 2  | Rubens Bertogliati (SUI) | Androni Giocattoli    | + 1' 06"   |
| 3  | Danilo Hondo (DEU)       | Lampre-Farnese Vini   | + 1' 15"   |
| 4  | Manuel Belletti (ITA)    | Colnago-CSF Inox      | + 1' 15"   |
| 5  | Filippo Pozzato (ITA)    | Team Katusha          | + 1' 15"   |
| 6  | William Bonnet (FRA)     | BBox Bouygues Telecom | + 1' 15"   |
| 7  | Sacha Modolo (ITA)       | Colnago-CSF Inox      | + 1' 15"   |
| 8  | Vassil Kirienka (BLR)    | Caisse d'Epargne      | + 1' 15"   |
| 9  | Alexander Efimkin (RUS)  | AG2R La Mondiale      | + 1' 15"   |
| 10 | Baden Cooke (AUS)        | Team Saxo Bank        | + 1' 15"   |

|    | Ciclista                  | Equip                 | Temps       |
| -- | ------------------------- | --------------------- | ----------- |
| 1  | Vincenzo Nibali (ITA)     | Liquigas-Doimo        | 18h 55' 38" |
| 2  | Ivan Basso (ITA)          | Liquigas-Doimo        | + 13"       |
| 3  | Valerio Agnoli (ITA)      | Liquigas-Doimo        | + 20"       |
| 4  | Aleksandr Vinokúrov (KAZ) | Astana Qazaqstan Team | + 33"       |
| 5  | Vladímir Karpets (RUS)    | Team Katusha          | + 39"       |
| 6  | Richie Porte (AUS)        | Team Saxo Bank        | + 45"       |
| 7  | David Millar (SCO)        | Garmin-Transitions    | + 45"       |
| 8  | Baden Cooke (AUS)         | Team Saxo Bank        | + 1' 03"    |
| 9  | Linus Gerdemann (DEU)     | Team Milram           | + 1' 04"    |
| 10 | Laurent Didier (LUX)      | Team Saxo Bank        | + 1' 13"    |

Etapa 7. Carrara – Montalcino. 15 de maig de 2010. 215 km
Etapa de mitja muntanya que té la particularitat de transitar per part del recorregut de la Monte Paschi Strade Bianche, amb el pas per pistes de terra i de grava en els darrers quilòmetres. Els ciclistes hauran d'afrontar tres dificultats muntanyoses en la segona meitat de la cursa, ja que la primera part és totalment plana. Els dos primers ports són de tercera categoria i es troben al km 117 i 184. En el descens d'aquest segon port es troben el primer tram de terra i a cinc quilòmetres per l'arribada coronen el Poggio Civitella, de 12 km de llargada, amb desnivells superiors al 10% i sobre pista forestal.
Etapa heròica, amb bona part de la mateixa disputada sobre una persistent pluja que va complicar, i molt, el pas per les pistes forestals per les quals discorria la part final de l'etapa. Després d'una hora de competició es van produir els primers atacs, formant-se un grup de 16 en què hi havia Gilberto Simoni, Valerio Agnoli, Fabian Wegmann, Andrí Hrivko i Filippo Pozzato, però el gran grup els agafà ràpidament. Tot seguit ataquen Rick Flens i Nicki Sørensen, els quals sí que tindran via lliure per escapar-se, aconseguint un diferència màxima de 10'. A 50 km de meta sols disposen de 3' i la pluja i el gran grup va perdent unitats.
A 40 km de l'arribada el líder de la cursa, Vincenzo Nibali, pateix una caiguda en la qual es veuen implicats també Valerio Agnoli, Ivan Basso, Michele Scarponi o Carlos Sastre. Linus Gerdemann ataca i és seguit per Aleksandr Vinokúrov, Stefano Garzelli, Thomas Rohregger i Jan Bakelants, sent agafats per un grup en què hi ha Cadel Evans i Damiano Cunego. En l'ascensió a la principal dificultat del dia, sota la pluja i el fang, ataca Vinokúrov, que és seguit per Evans, Cunego, Garzelli, John Gadret, David Arroyo i Marco Pinotti. Per darrere Nibali i Basso perden més d'1' 30". Un nou atac de Vinokúrov farà que perdin contacte Gadret i Garzelli, jugant-se, els altres cinc, la victòria d'etapa. En els estrets carrers de Montalcino Evans serà el primer a llançar l'esprint per a aconseguir la victòria. Nibali perd dos minuts, cedint el lideratge a Vinokúrov. Sastre perd cinc minuts.
|    | Ciclista                  | Equip                 | Temps      |
| -- | ------------------------- | --------------------- | ---------- |
| 1  | Cadel Evans (AUS)         | BMC Racing Team       | 5h 13' 36" |
| 2  | Damiano Cunego (ITA)      | Lampre-Farnese Vini   | + 02"      |
| 3  | Aleksandr Vinokúrov (KAZ) | Astana Qazaqstan Team | + 02"      |
| 4  | Marco Pinotti (ITA)       | Team HTC-Columbia     | + 06"      |
| 5  | David Arroyo (ESP)        | Caisse d'Epargne      | + 12"      |
| 6  | Stefano Garzelli (ITA)    | Acqua & Sapone        | + 27"      |
| 7  | John Gadret (FRA)         | AG2R La Mondiale      | + 29"      |
| 8  | Michele Scarponi (ITA)    | Androni Giocattoli    | + 1' 01"   |
| 9  | Cayetano Sarmiento (COL)  | AG2R La Mondiale      | + 1' 07"   |
| 10 | Linus Gerdemann (DEU)     | Team Milram           | + 1' 14"   |

|    | Ciclista                  | Equip                 | Temps       |
| -- | ------------------------- | --------------------- | ----------- |
| 1  | Aleksandr Vinokúrov (KAZ) | Astana Qazaqstan Team | 24h 39' 42" |
| 2  | Cadel Evans (AUS)         | BMC Racing Team       | + 1' 12"    |
| 3  | David Millar (SCO)        | Garmin-Transitions    | + 1' 29"    |
| 4  | Vladímir Karpets (RUS)    | Team Katusha          | + 1' 30"    |
| 5  | Vincenzo Nibali (ITA)     | Liquigas-Doimo        | + 1' 33"    |
| 6  | Marco Pinotti (ITA)       | Team HTC-Columbia     | + 1' 40"    |
| 7  | Linus Gerdemann (DEU)     | Team Milram           | + 1' 50"    |
| 8  | Ivan Basso (ITA)          | Liquigas-Doimo        | + 1' 51"    |
| 9  | Thomas Rohregger (AUT)    | Team Milram           | + 1' 56"    |
| 10 | Richie Porte (AUS)        | Team Saxo Bank        | + 2' 00"    |

Etapa 8. Chianciano Terme – Terminillo. 16 de maig de 2010. 189 km
Primera etapa amb final en alt, al Terminillo, un port de 16,1 km al 7,2% de desnivell. Anteriorment els ciclistes hauran superat dos ports de tercera categoria, el Valico de Monte Nibbio (10,1 km al 3,0%) i el pas de Marmore (9,3 km al 2,5%).
Chris Anker Sørensen (Team Saxo Bank) s'emporta l'etapa en solitari, la primera en final en alt, després de deixar enrere la resta de companys que havien protagonitzat l'escapada del dia. 17 ciclistes en formaren part, entre els que destquen: Thomas Voeckler (BBox Bouygues Telecom), David Moncoutié (Cofidis), Rigoberto Urán (Caisse d'Epargne) i Ievgueni Petrov (Team Katusha). Entre els favorits no hi hagué canvis significatius, ja que tots els intents foren aboratats. Destaca la tercera posició a l'etapa de Xavier Tondo, que en els darrers quilòmetres s'escapà del grup de favorits.

|    | Ciclista                   | Equip                 | Temps      |
| -- | -------------------------- | --------------------- | ---------- |
| 1  | Chris Anker Sørensen (DEN) | Team Saxo Bank        | 4h 50' 48" |
| 2  | Simone Stortoni (ITA)      | Colnago-CSF Inox      | + 30"      |
| 3  | Xavier Tondo (ESP)         | Cervélo TestTeam      | + 36"      |
| 4  | Evgeni Petrov (RUS)        | Team Katusha          | + 49"      |
| 5  | John Gadret (FRA)          | Ag2r-La Mondiale      | + 55"      |
| 6  | Damiano Cunego (ITA)       | Lampre-Farnese Vini   | + 56"      |
| 7  | Stefano Garzelli (ITA)     | Acqua & Sapone        | + 56"      |
| 8  | Aleksandr Vinokúrov (KAZ)  | Astana Qazaqstan Team | + 56"      |
| 9  | Cadel Evans (AUS)          | BMC Racing Team       | + 56"      |
| 10 | Ivan Basso (ITA)           | Liquigas-Doimo        | + 56"      |

|    | Ciclista                  | Equip                 | Temps       |
| -- | ------------------------- | --------------------- | ----------- |
| 1  | Aleksandr Vinokúrov (KAZ) | Astana Qazaqstan Team | 29h 01' 26" |
| 2  | Cadel Evans (AUS)         | BMC Racing Team       | + 1' 12"    |
| 3  | Vincenzo Nibali (ITA)     | Liquigas-Doimo        | + 1' 33"    |
| 4  | Ivan Basso (ITA)          | Liquigas-Doimo        | + 1' 51"    |
| 5  | Marco Pinotti (ITA)       | Team HTC-Columbia     | + 2' 17"    |
| 6  | Richie Porte (AUS)        | Team Saxo Bank        | + 2' 26"    |
| 7  | Vladímir Karpets (RUS)    | Team Katusha          | + 2' 34"    |
| 8  | Stefano Garzelli (ITA)    | Acqua & Sapone        | + 2' 47"    |
| 9  | Damiano Cunego (ITA)      | Lampre-Farnese Vini   | + 3' 08"    |
| 10 | Michele Scarponi (ITA)    | Androni Giocattoli    | + 3' 09"    |

Etapa 9. Frosinone – Cava de' Tirreni. 17 de maig de 2010. 188 km
Etapa completament plana, sense cap dificultat muntanyosa, però amb un final en pujada en els darrers 5 km
L'escapada del dia, formada al km 9, estava integrada per 4 ciclistes: Mikhaïl Ignàtiev (Team Katusha), Giampaolo Cheula (Footon-Servetto), Michael Barry (Team Sky) i Tom Stamsnijder (Rabobank ProTeam). Agafen ràpidament 4', però els homes del Team HTC-Columbia no deixen que augmenti més i els controlen a dos minuts. La forta pluja fa molt preillosa l'etapa, amb enormes bassals que ha de creuar els ciclistes i que provoquen que el grup es trenqui. En un d'aquests trencaments Aleksandr Vinokúrov (Astana Qazaqstan Team) es troba al capdavant, junt a Vincenzo Nibali (Liquigas-Doimo) i Damiano Cunego (Lampre-Fondital), però no pas Cadel Evans (BMC Racing Team) i Ivan Basso (Liquigas-Doimo). Això fa augmentar molt el ritme, però els dos grups es tornaran a unir a 10 km de meta. En aquests moments Carlos Sastre punxa i perd contacte amb el grup principal, perdent a meta 1' 50".
Mikhaïl Ignàtiev intenta escapar-se sol, però Barry l'atrapa al cap de poc. A 5 km de meta són absorbits per un gran grup en què diversos ciclistes intenten l'escapada sense sort. La victòria es decideix a l'esprint, sent guanyat per Matthew Goss (Team Columbia-HTC), per dacant Filippo Pozzato (Team Katusha) i Tyler Farrar (Garmin Chipotle).
|    | Ciclista                | Equip              | Temps      |
| -- | ----------------------- | ------------------ | ---------- |
| 1  | Matthew Goss (AUS)      | Team Saxo Bank     | 4h 08' 17" |
| 2  | Filippo Pozzato (ITA)   | Team Katusha       | m. t.      |
| 3  | Tyler Farrar (EUA)      | Garmin-Transitions | m. t.      |
| 4  | Robert Forster (DEU)    | Team Milram        | m. t.      |
| 5  | Sebastien Hinault (FRA) | Ag2r-La Mondiale   | m. t.      |
| 6  | Federico Canuti (ITA)   | Colnago-CSF Inox   | m. t.      |
| 7  | Wouter Weylandt (BEL)   | Quick Step         | m. t.      |
| 8  | Gregory Henderson (NZL) | Team Sky           | m. t.      |
| 9  | Jos van Emden (NED)     | BMC Racing Team    | m. t.      |
| 10 | Markus Eibegger (AUT)   | Footon-Servetto    | m. t.      |

|    | Ciclista                  | Equip                 | Temps       |
| -- | ------------------------- | --------------------- | ----------- |
| 1  | Aleksandr Vinokúrov (KAZ) | Astana Qazaqstan Team | 33h 09' 43" |
| 2  | Cadel Evans (AUS)         | BMC Racing Team       | + 1' 12"    |
| 3  | Vincenzo Nibali (ITA)     | Liquigas-Doimo        | + 1' 33"    |
| 4  | Ivan Basso (ITA)          | Liquigas-Doimo        | + 1' 51"    |
| 5  | Marco Pinotti (ITA)       | Team HTC-Columbia     | + 2' 17"    |
| 6  | Richie Porte (AUS)        | Team Saxo Bank        | + 2' 26"    |
| 7  | Vladímir Karpets (RUS)    | Team Katusha          | + 2' 34"    |
| 8  | Stefano Garzelli (ITA)    | Acqua & Sapone        | + 2' 47"    |
| 9  | Damiano Cunego (ITA)      | Lampre-Farnese Vini   | + 3' 08"    |
| 10 | Michele Scarponi (ITA)    | Androni Giocattoli    | + 3' 09"    |

Etapa 10. Avellino – Bitonto. 18 de maig de 2010. 220 km
Etapa completament plana, amb sols una petita dificultat muntanyosa al km 90.
L'escapada del dia la formaren Hubert Dupont (AG2R La Mondiale), Charles Wegelius (Omega Pharma-Lotto) i Dario Cataldo (Quick Step), els quals foren agafats a 16 km de l'arribada. La victòria es disputà a l'esprint, sent guanyat per Tyler Farrar (Garmin-Transitions), per davant Fabio Sabatini (Liquigas-Doimo) i Julian Dean (Garmin-Transitions). És la seva segona victòria d'etapa en la present edició.
|    | Ciclista                | Equip               | Temps      |
| -- | ----------------------- | ------------------- | ---------- |
| 1  | Tyler Farrar (EUA)      | Garmin-Transitions  | 5h 49' 14" |
| 2  | Fabio Sabatini (ITA)    | Liquigas-Doimo      | m. t.      |
| 3  | Julian Dean (NZL)       | Garmin-Transitions  | m. t.      |
| 4  | Robbie McEwen (AUS)     | Team Katusha        | m. t.      |
| 5  | Robert Forster (DEU)    | Team Milram         | m. t.      |
| 6  | Sebastien Hinault (FRA) | Ag2r-La Mondiale    | m. t.      |
| 7  | André Greipel (DEU)     | Team HTC-Columbia   | m. t.      |
| 8  | Danilo Hondo (DEU)      | Lampre-Farnese Vini | m. t.      |
| 9  | Leonardo Duque (COL)    | Cofidis             | m. t.      |
| 10 | Mathew Hayman (AUS)     | Team Sky            | m. t.      |

|    | Ciclista                  | Equip                 | Temps       |
| -- | ------------------------- | --------------------- | ----------- |
| 1  | Aleksandr Vinokúrov (KAZ) | Astana Qazaqstan Team | 38h 59' 00" |
| 2  | Cadel Evans (AUS)         | BMC Racing Team       | + 1' 12"    |
| 3  | Vincenzo Nibali (ITA)     | Liquigas-Doimo        | + 1' 33"    |
| 4  | Ivan Basso (ITA)          | Liquigas-Doimo        | + 1' 51"    |
| 5  | Marco Pinotti (ITA)       | Team HTC-Columbia     | + 2' 17"    |
| 6  | Richie Porte (AUS)        | Team Saxo Bank        | + 2' 26"    |
| 7  | Vladímir Karpets (RUS)    | Team Katusha          | + 2' 34"    |
| 8  | Stefano Garzelli (ITA)    | Acqua & Sapone        | + 2' 47"    |
| 9  | Damiano Cunego (ITA)      | Lampre-Farnese Vini   | + 3' 08"    |
| 10 | Michele Scarponi (ITA)    | Androni Giocattoli    | + 3' 09"    |

Etapa 11. Lucera – L'Aquila. 19 de maig de 2010. 256 km
Etapa més llarga de la present edició, amb una segona part del recorregut força accidentada. Els ciclistes han de superar tres dificultats muntanyoses: el Rionero Sannitico (10 km al 6,3%) de 1a categoria 1ère catégorie (km 136), el Roccaraso (9,5 km al 4,7%) de 2a categoria (km 157) i el Capo di Valle (8,6 km al 5,8%) de 2a categoria (km 217). L'arribada a l'Aquila és en pujada amb un últim km al 6,9% i rampes de fins a l'11%.
Etapa passada per aigua en què es produeix una cosa inhabitual en el ciclisme modern: una cinquantena de ciclistes s'escapen durant bona part de l'etapa. Entre els escapats hi ha: Rubens Bertogliati, Alexander Efimkin, Thomas Voeckler, Iuri Trofímov, David Arroyo, Vassil Kirienka, Carlos Sastre, Xavier Tondo, David Moncoutié, Domenico Pozzovivo, David Millar, Matthew Goss, Ievgueni Petrov, Valerio Agnoli, Robert Kiserlovski, Linus Gerdemann, Jan Bakelants, Matthew Lloyd, Dario Cataldo, Jérôme Pineau, Bradley Wiggins, Chris Anker Sørensen, Laurent Didier i Richie Porte. El gran grup sembla no donar importància a l'escapada en un primer moment i ràpidament aconsegueixen 17' 50", donat que Richie Porte, David Arroyo i Carlos Sastre posen a treballar els seus companys d'equip. La reacció del grup de la maglia rosa reacciona tard i això fa que a 50 km encara disposin de 13'.
Al Capo di Valle l'Omega Pharma-Lotto augmenta el ritme en favor de Matthew Lloyd i el mallot verd, fent que el grup capdavanter perdi alguns elements. Per darrere, el grup de la maglia rosa sols té 27 corredors i tots els caps de fila han de posar-se a tirar si no volen perdre més temps.
Jérôme Pineau és el primer a intentar la victòria d'etapa en solitari. Més tard seran Dario Cataldo, Linus Gerdemann i Jan Bakelandts els que ataquen, però Bakelandts cau en un tomb. En el darrer quilòmetre ataca Ievgueni Petrov, aconseguint la victòria en solitari. El grup de la maglia rosa perd 12' 42" i Richie Porte és el nou líder.
|    | Ciclista                | Equip                 | Temps      |
| -- | ----------------------- | --------------------- | ---------- |
| 1  | Ievgueni Petrov (RUS)   | Team Katusha          | 6h 28' 29" |
| 2  | Dario Cataldo (ITA)     | Quick Step-Innergetic | + 5"       |
| 3  | Carlos Sastre (ESP)     | Cervélo TestTeam      | + 5"       |
| 4  | Bradley Wiggins (GBR)   | Team Sky              | + 7"       |
| 5  | Alexander Efimkin (RUS) | AG2R La Mondiale      | + 7"       |
| 6  | Linus Gerdemann (DEU)   | Team Milram           | + 7"       |
| 7  | Jérôme Pineau (FRA)     | Quick Step-Innergetic | + 7"       |
| 8  | David Arroyo (ESP)      | Caisse d'Epargne      | + 7"       |
| 9  | Xavier Tondo (ESP)      | Cervélo TestTeam      | + 7"       |
| 10 | Jan Bakelandts (BEL)    | Omega Pharma-Lotto    | + 7"       |

|    | Ciclista                 | Equip            | Temps       |
| -- | ------------------------ | ---------------- | ----------- |
| 1  | Richie Porte (AUS)       | Team Saxo Bank   | 45h 30' 16" |
| 2  | David Arroyo (ESP)       | Caisse d'Epargne | + 1' 42"    |
| 3  | Robert Kiserlovski (CRO) | Liquigas-Doimo   | + 1' 56"    |
| 4  | Xavier Tondo (ESP)       | Cervélo TestTeam | + 3' 54"    |
| 5  | Valerio Agnoli (ITA)     | Liquigas-Doimo   | + 4' 51"    |
| 6  | Alexander Efimkin (RUS)  | AG2R La Mondiale | + 5' 16"    |
| 7  | Linus Gerdemann (DEU)    | Team Milram      | + 5' 34"    |
| 8  | Carlos Sastre (ESP)      | Cervélo TestTeam | + 7' 09"    |
| 9  | Laurent Didier (LUX)     | Team Saxo Bank   | + 7' 24"    |
| 10 | Bradley Wiggins (GBR)    | Team Sky         | + 8' 14"    |

Etapa 12. Città Sant'Angelo – Porto Recanati. 20 de maig de 2010. 206 km
Darrera etapa plana abans d'atacar la mitja muntanya i després l'alta muntanya d'aquesta edició del Giro i darrera oportunitat pels esprintadors. L'etapa ressegueix la costa adriàtica i sols té dues petites dificultats a la part final de l'etapa
A set quilòmetres per l'arribada es forma una escapada formada per 10 corredors en la qual es troben la major de favorits que el dia anterior havien perdut temps. El vencedor, a l'esprint, serà Filippo Pozzato, que d'aquesta manera aconsegueix la primera victòria italiana en la present edició del Giro. Amb tot, aquest grup sols va poder treure 10" al grup del líder.
|    | Ciclista                  | Equip                 | Temps      |
| -- | ------------------------- | --------------------- | ---------- |
| 1  | Filippo Pozzato (ITA)     | Team Katusha          | 5h 15' 50" |
| 2  | Thomas Voeckler (FRA)     | BBox Bouygues Telecom | m. t.      |
| 3  | Jérôme Pineau (FRA)       | Quick Step            | m. t.      |
| 4  | Stefano Garzelli (ITA)    | Acqua & Sapone        | m. t.      |
| 5  | Aleksandr Vinokúrov (KAZ) | Astana Qazaqstan Team | m. t.      |
| 6  | Vincenzo Nibali (ITA)     | Liquigas-Doimo        | m. t.      |
| 7  | Marco Pinotti (ITA)       | Team HTC-Columbia     | m. t.      |
| 8  | Michele Scarponi (ITA)    | Androni Giocattoli    | m. t.      |
| 9  | Damiano Cunego (ITA)      | Lampre-Farnese Vini   | m. t.      |
| 10 | Ivan Basso (ITA)          | Liquigas-Doimo        | m. t.      |

|    | Ciclista                 | Equip            | Temps       |
| -- | ------------------------ | ---------------- | ----------- |
| 1  | Richie Porte (AUS)       | Team Saxo Bank   | 50h 46' 16" |
| 2  | David Arroyo (ESP)       | Caisse d'Epargne | + 1' 42"    |
| 3  | Robert Kiserlovski (CRO) | Liquigas-Doimo   | + 1' 56"    |
| 4  | Xavier Tondo (ESP)       | Cervélo TestTeam | + 3' 54"    |
| 5  | Valerio Agnoli (ITA)     | Liquigas-Doimo   | + 4' 41"    |
| 6  | Alexander Efimkin (RUS)  | AG2R La Mondiale | + 5' 16"    |
| 7  | Linus Gerdemann (DEU)    | Team Milram      | + 5' 34"    |
| 8  | Carlos Sastre (ESP)      | Cervélo TestTeam | + 7' 09"    |
| 9  | Laurent Didier (LUX)     | Team Saxo Bank   | + 7' 24"    |
| 10 | Bradley Wiggins (GBR)    | Team Sky         | + 8' 14"    |

Etapa 13. Porto Recanati – Cesenatico. 21 de maig de 2010. 222 km
Etapa llarga resseguint la costa adriàtica fins a l'alçada de Rímini quan la cursa s'endinsa cap a l'interior per anar a buscar les dues dificultats del dia, el coll de Perticara i el de Barbotto, amb rames de fins al 15%. Els darrers 40 kilòmetres són de descens fins a l'arribada, a Cesenatico, la vila nadiua de Marco Pantani.
Disset corredors formaran l'escapada del dia. El gran grup els deixa fer en vistes que cap d'ells representa una seriosa amenaça per a la classificació general. L'escapada arriba a obtenir una màxima diferència de 10 minuts i entre ells es jugaran la victòria. Es produiran diversos atacs, però finalment s'arriba a l'esprint. Gregory Henderson (Team Sky) llença l'esprint, sent superat per Manuel Belletti (Colnago-CSF Inox) que d'aquesta manera aconsegueix la seva primera victòria important.
Per darrere Vladímir Karpets (Team Katusha), s'escapa en l'ascens al darrer port i arriba amb un parell de minuts per davant del gran grup, que ho farà a 7' 26" de Belletti.
|    | Ciclista                | Equip                 | Temps      |
| -- | ----------------------- | --------------------- | ---------- |
| 1  | Manuel Belletti (ITA)   | Colnago-CSF Inox      | 5h 27' 12" |
| 2  | Gregory Henderson (NZL) | Team Sky              | m. t.      |
| 3  | Iban Mayoz (ESP)        | Footon-Servetto       | m. t.      |
| 4  | Paul Voss (GER)         | Team Milram           | m. t.      |
| 5  | Sebastian Lang (GER)    | Omega Pharma-Lotto    | m. t.      |
| 6  | Kalle Kriit (EST)       | Cofidis               | m. t.      |
| 7  | Mathieu Claude (FRA)    | BBox Bouygues Telecom | m. t.      |
| 8  | Craig Lewis (EUA)       | Team HTC-Columbia     | m. t.      |
| 9  | Sergei Klimov (RUS)     | Team Katusha          | m. t.      |
| 10 | Cameron Meyer (AUS)     | Garmin-Transitions    | + 5"       |

|    | Ciclista                 | Equip            | Temps       |
| -- | ------------------------ | ---------------- | ----------- |
| 1  | Richie Porte (AUS)       | Team Saxo Bank   | 56h 20' 56" |
| 2  | David Arroyo (ESP)       | Caisse d'Epargne | + 1' 42"    |
| 3  | Robert Kiserlovski (CRO) | Liquigas-Doimo   | + 1' 56"    |
| 4  | Xavier Tondo (ESP)       | Cervélo TestTeam | + 3' 54"    |
| 5  | Valerio Agnoli (ITA)     | Liquigas-Doimo   | + 4' 41"    |
| 6  | Alexander Efimkin (RUS)  | AG2R La Mondiale | + 5' 16"    |
| 7  | Linus Gerdemann (DEU)    | Team Milram      | + 5' 34"    |
| 8  | Carlos Sastre (ESP)      | Cervélo TestTeam | + 7' 09"    |
| 9  | Laurent Didier (LUX)     | Team Saxo Bank   | + 7' 24"    |
| 10 | Bradley Wiggins (GBR)    | Team Sky         | + 8' 14"    |

Etapa 14. Ferrara – Asolo. 22 de maig de 2010. 205 km
El final de la segona setmana de cursa porta dues etapes d'alta muntanya. La primera està marcada per l'ascensió al Monte Grappa, 18 kilòmetres al 8% de mitjana i rampes del 14%. És la quarta vegada que es puja aquest coll en la història del Giro (1968, 1972 i 1982). L'arribada és a Asolo, després del descens.
Una escapada de sis homes arriba al peu del monte Grappa: Filippo Pozzato (Team Katusha), Alessandro Bisolti (Colnago-CSF Inox), William Bonnet (BBox Bouygues Telecom), Markus Eibegger (Footon-Servetto), Damien Monier (Cofidis) i Steve Cummings (Team Sky). L'escapada havia disposat de fins a 8', però sota l'impuls del Lampre Farnese Vini i el Liquigas-Doimo, s'havia reduït a tres minuts.
En les primeres rampes el grup d'escapats es trenca i Bisolti queda sol al capdavant. El Liquigas-Doimo encapçala el gran grup, tot imprimint un bon ritme que fa que la maglia rosa, Richie Porte (Team Saxo Bank), perdi contacte, així com Stefano Garzelli (Acqua & Sapone). Al mateix moment, Bradley Wiggins (Team Sky) ataca i junt a Steve Cummings, que s'escapava, corren al capdavant durant uns mintus, ja que el grup dels favorits manté un fort ritme. Robert Kiserlovski (Liquigas-Doimo), Marco Pinotti (Team HTC-Columbia) i Alexander Efimkin (AG2R La Mondiale) tiren d'un grup de favorits en què no hi ha més de 15 corredors. Porte perd dos minuts i al davant encara es mantenen Bisolti i Monier.
Vincenzo Nibali (Liquigas-Doimo) ataca i això trenca el grup. Vladímir Karpets (Team Katusha), Damiano Cunego (Lampre Farnese Vini), Bradley Wiggins, Xavier Tondo (Cervélo TestTeam) i David Arroyo (Caisse d'Epargne) perden contacte. Al capdavant sols queda el segueixen Michele Scarponi (Androni Giocattoli), Ivan Basso (Liquigas-Doimo) i Cadel Evans (BMC Racing Team). Aleksandr Vinokúrov (Astana Qazaqstan Team) i Carlos Sastre (Cervélo TestTeam) segueixen a poca distància. Bisolti és superat, corren els quatre cap al cim. Basso és el primer a passar. Vinokúrov i Sastre ho fan a un minut i el grup de Porte ho fa a quatre.
En el descens Sastre no pot seguir el ritme de Vinokúrov i és absorbit pel grup perseguidor en què hi ha Arroyo i Cunego. Per davant Nibali s'escapa de la resta de companys en el descens, passant la pancarta dels 30 km amb 25" d'avantatge. Nibali mantindrà la distància i es presentarà a meta amb 23" sobre Basso, Scarponi i Evans. Vinokúrov arribarà a 1' 34", el grup d'Arroyo a 2' 25" i el grup de Richie Porte a 4' 45".
David Arroyo passa a ser el no líder de la classificació general, amb 39" sobre Porte.
|    | Ciclista                  | Equip                 | Temps      |
| -- | ------------------------- | --------------------- | ---------- |
| 1  | Vincenzo Nibali (ITA)     | Liquigas-Doimo        | 4h 57' 51" |
| 2  | Ivan Basso (ITA)          | Liquigas-Doimo        | + 23"      |
| 3  | Androni Giocattoli (ITA)  | Footon-Servetto       | + 23"      |
| 4  | Cadel Evans (AUS)         | BMC Racing Team       | + 23"      |
| 5  | Aleksandr Vinokúrov (KAZ) | Astana Qazaqstan Team | + 1' 34"   |
| 6  | Branislau Samòilau (BLR)  | Quick Step            | + 2' 25"   |
| 7  | Bauke Mollema (NED)       | Rabobank ProTeam      | + 2' 25"   |
| 8  | Damiano Cunego (ITA)      | Lampre-Farnese Vini   | + 2' 25"   |
| 9  | Linus Gerdemann (DEU)     | Team Milram           | + 2' 25"   |
| 10 | Marco Pinotti (ITA)       | Team HTC-Columbia     | + 2' 25"   |

|    | Ciclista                  | Equip                 | Temps       |
| -- | ------------------------- | --------------------- | ----------- |
| 1  | David Arroyo (ESP)        | Caisse d'Epargne      | 56h 20' 56" |
| 2  | Richie Porte (AUS)        | Team Saxo Bank        | + 39"       |
| 3  | Xavier Tondo (ESP)        | Cervélo TestTeam      | + 2' 12"    |
| 4  | Robert Kiserlovski (CRO)  | Liquigas-Doimo        | + 2' 35"    |
| 5  | Linus Gerdemann (DEU)     | Team Milram           | + 3' 52"    |
| 6  | Carlos Sastre (ESP)       | Cervélo TestTeam      | + 5' 27"    |
| 7  | Bradley Wiggins (GBR)     | Team Sky              | + 6' 32"    |
| 8  | Vincenzo Nibali (ITA)     | Liquigas-Doimo        | + 6' 51"    |
| 9  | Aleksandr Vinokúrov (KAZ) | Astana Qazaqstan Team | + 7' 15"    |
| 10 | Cadel Evans (AUS)         | BMC Racing Team       | + 7' 26"    |

Etapa 15. Mestre – Monte Zoncolan. 23 de maig de 2010. 161 km
Primera part de l'etapa totalment plana, però amb un final duríssim, amb quatre ports en els darrers 80 km: Sella Chianzutan (10,9 km al 5,3%) de 2a categoria (km 144), Passo Duron (4,3 km al 9,8%) de 1a categoria (km 183), Sella Valvalda (6,5 km al 6,2%) de 2a categoria (km 202) i Monte Zoncolan (10,1 km de l'11,9%) i final d'etapa.
Sis corredors protagonitzaran una llarga escapada des del km 18 d'etapa. Disposaran de fins a 14' 20", però seran agafats en l'ascens al Monte Zoncolan. El Liquigas-Doimo havia endurit molt el ritme pel darrere i al pas pel Passo Duran sols en quedaven uns 25 al grup dels favorits.
Michele Scarponi (Androni Giocattoli) és el primer dels favorits en atacar, però serà una accelació d'Ivan Basso que provocarà el trencament del grup dels favorits, ja que sols Scarponi, Cadel Evans (BMC Racing Team) i Marco Pinotti (Team HTC-Columbia) el poden seguir en un primer moment.
Un segon grup és format per Aleksandr Vinokúrov (Astana Qazaqstan Team), Damiano Cunego (Lampre Farnese Vini), Alexander Efimkin (AG2R La Mondiale) i Vincenzo Nibali (Liquigas-Doimo), i més tard Pinotti quan es despengi del grup capdavanter. David Arroyo (Caisse d'Epargne) i Carlos Sastre (Cervélo TestTeam) segueixen una mica més enrere.
El grup de Basso anirà superant els escapats, per posar-se al capdavant. Finalment Basso atacarà i correrà sol cap a la victòria, imposant-se amb 1' 19" respecte Evans. David Arroyo, arriba 11è i conservà el liderat, tot i que els principals favorits li retallen temps.
|    | Ciclista                  | Equip                 | Temps      |
| -- | ------------------------- | --------------------- | ---------- |
| 1  | Ivan Basso (ITA)          | Liquigas-Doimo        | 6h 21' 58" |
| 2  | Cadel Evans (AUS)         | BMC Racing Team       | + 1' 19"   |
| 3  | Michele Scarponi (ITA)    | Androni Giocattoli    | + 1' 32"   |
| 4  | Damiano Cunego (ITA)      | Lampre-Farnese Vini   | + 1' 58"   |
| 5  | Aleksandr Vinokúrov (KAZ) | Astana Qazaqstan Team | + 2' 26"   |
| 6  | Carlos Sastre (ESP)       | Cervélo TestTeam      | + 2' 44"   |
| 7  | Vincenzo Nibali (ITA)     | Liquigas-Doimo        | + 3' 07"   |
| 8  | Marco Pinotti (ITA)       | Team HTC-Columbia     | + 3' 20"   |
| 9  | Daniel Martin (IRL)       | Garmin-Transitions    | + 3' 21"   |
| 10 | John Gadret (FRA)         | AG2R La Mondiale      | + 3' 45"   |

|    | Ciclista                  | Equip                 | Temps       |
| -- | ------------------------- | --------------------- | ----------- |
| 1  | David Arroyo (ESP)        | Caisse d'Epargne      | 67h 48' 42" |
| 2  | Richie Porte (AUS)        | Team Saxo Bank        | + 2' 35"    |
| 3  | Ivan Basso (ITA)          | Liquigas-Doimo        | + 3' 33"    |
| 4  | Carlos Sastre (ESP)       | Cervélo TestTeam      | + 4' 21"    |
| 5  | Cadel Evans (AUS)         | BMC Racing Team       | + 4' 43"    |
| 6  | Aleksandr Vinokúrov (KAZ) | Astana Qazaqstan Team | + 5' 51"    |
| 7  | Vincenzo Nibali (ITA)     | Liquigas-Doimo        | + 6' 08"    |
| 8  | Michele Scarponi (ITA)    | Androni Giocattoli    | + 6' 34"    |
| 9  | Linus Gerdemann (DEU)     | Team Milram           | + 7' 12"    |
| 10 | Robert Kiserlovski (CRO)  | Liquigas-Doimo        | + 8' 13"    |

Etapa 16. San Vigilio di Marebbe – Plan de Corones. 25 de maig de 2010. 12,9 km (CRI)
Contrarellotge individual de 12,9 km, tota ascendent, amb una mitjana del 8,4% i rampes de fins al 24%, en un tram final sense enquitranar.
El vencedor de l'etapa és Stefano Garzelli (Acqua & Sapone), vencedor el 2000. Distanciat en les etapes precedents la seva victòria no afecta la general.
Cadel Evans (BMC Racing Team), segon a l'etapa, millora una posició a la general i esgarrapa uns quants segons respecte a David Arroyo i Ivan Basso.
|    | Ciclista                  | Equip                 | Temps    |
| -- | ------------------------- | --------------------- | -------- |
| 1  | Stefano Garzelli (ITA)    | Acqua & Sapone        | 41' 28"  |
| 2  | Cadel Evans (AUS)         | BMC Racing Team       | + 42"    |
| 3  | John Gadret (FRA)         | AG2R La Mondiale      | + 54"    |
| 4  | Vincenzo Nibali (ITA)     | Liquigas-Doimo        | + 1' 04" |
| 5  | Michele Scarponi (ITA)    | Androni Giocattoli    | + 1' 07" |
| 6  | Ivan Basso (ITA)          | Liquigas-Doimo        | + 1' 10" |
| 7  | Rigoberto Urán (COL)      | Caisse d'Epargne      | + 1' 36" |
| 8  | Aleksandr Vinokúrov (KAZ) | Astana Qazaqstan Team | + 1' 37" |
| 9  | Dario Cataldo (ITA)       | Quick Step            | + 1' 41" |
| 10 | Evgueni Petrov (RUS)      | Team Katusha          | + 1' 46" |

|    | Ciclista                  | Equip                 | Temps       |
| -- | ------------------------- | --------------------- | ----------- |
| 1  | David Arroyo (ESP)        | Caisse d'Epargne      | 68h 32' 26" |
| 2  | Ivan Basso (ITA)          | Liquigas-Doimo        | + 2' 27"    |
| 3  | Richie Porte (AUS)        | Team Saxo Bank        | + 2' 36"    |
| 4  | Cadel Evans (AUS)         | BMC Racing Team       | + 3' 09"    |
| 5  | Carlos Sastre (ESP)       | Cervélo TestTeam      | + 4' 36"    |
| 6  | Vincenzo Nibali (ITA)     | Liquigas-Doimo        | + 4' 53"    |
| 7  | Aleksandr Vinokúrov (KAZ) | Astana Qazaqstan Team | + 5' 12"    |
| 8  | Michele Scarponi (ITA)    | Androni Giocattoli    | + 5' 25"    |
| 9  | Robert Kiserlovski (CRO)  | Liquigas-Doimo        | + 8' 57"    |
| 10 | Damiano Cunego (ITA)      | Lampre-Farnese Vini   | + 9' 13"    |

Etapa 17. Bruneck – Peio Terme. 26 de maig de 2010. 173 km
Etapa amb una primera part en descens fins a trobar les rampes del Passo delle Palade (18,9 km al 6,6%), de 1a categoria, al km 106. El final és en pujada, a Peio Terme, amb 9 km amb algun tram fins al 12%, tot i que no puntua per a la classificació de la muntanya.
Una escapada formada per 19 ciclistes serà la protagonista de l'etapa. Entre els escapats el millor situat era Aleksandr Efimkin, a 19'. La màxima diferència aconseguida fou de prop d'11'. El gran grup els deixà fer, tot controlant la diferència. El primer a intentar la victòria en solitari fou Mikhaïl Ignàtiev (Katuixa]) i, tot seguit, Danilo Hondo (Lampre), Damien Monier (Cofidis) i Steven Kruijswijk (Rabobank). A tres quilòmetres de la meta va arribar l'atac de Damien Monier, que va arribar en solitari a la meta, amb 36" sobre Hondo. Pel darrere, entre els favorits no passà res i sols alguns esgarraparen alguns segons.
|    | Ciclista                  | Equip               | Temps      |
| -- | ------------------------- | ------------------- | ---------- |
| 1  | Damien Monier (FRA)       | Cofidis             | 4h 02' 19" |
| 2  | Danilo Hondo (GER)        | Lampre-Farnese Vini | + 36"      |
| 3  | Steven Kruijswijk (PBA)   | Rabobank ProTeam    | + 39"      |
| 4  | Daniel Moreno (ESP)       | Omega Pharma-Lotto  | + 1' 05"   |
| 5  | Steve Cummings (GBR)      | Team Sky            | + 1' 18"   |
| 6  | Simone Stortoni (ITA)     | Colnago-CSF Inox    | + 1' 48"   |
| 7  | Alexander Efimkin (RUS)   | AG2R La Mondiale    | + 1' 55"   |
| 8  | Marco Marzano (ITA)       | Lampre-Farnese Vini | + 1' 57"   |
| 9  | Ignatas Konovalovas (LTU) | Cervélo TestTeam    | + 2' 01"   |
| 10 | Carlos José Ochoa (VEN)   | Androni Giocattoli  | + 2' 07"   |

|    | Ciclista                  | Equip                 | Temps       |
| -- | ------------------------- | --------------------- | ----------- |
| 1  | David Arroyo (ESP)        | Caisse d'Epargne      | 73h 11' 38" |
| 2  | Ivan Basso (ITA)          | Liquigas-Doimo        | + 2' 27"    |
| 3  | Richie Porte (AUS)        | Team Saxo Bank        | + 2' 44"    |
| 4  | Cadel Evans (AUS)         | BMC Racing Team       | + 3' 09"    |
| 5  | Carlos Sastre (ESP)       | Cervélo TestTeam      | + 4' 41"    |
| 6  | Vincenzo Nibali (ITA)     | Liquigas-Doimo        | + 4' 53"    |
| 7  | Aleksandr Vinokúrov (KAZ) | Astana Qazaqstan Team | + 5' 12"    |
| 8  | Michele Scarponi (ITA)    | Androni Giocattoli    | + 5' 24"    |
| 9  | Damiano Cunego (ITA)      | Lampre-Farnese Vini   | + 9' 21"    |
| 10 | Robert Kiserlovski (CRO)  | Liquigas-Doimo        | + 9' 32"    |

Etapa 18. Levico Terme – Brescia. 27 de maig de 2010. 156 km
Etapa totalment plana, sense cap dificultat muntanyosa, com a prèvia a la decisiva etapa de l'endemà.
Darrera oportunitat per arribar a l'esprint que fou aprofitada per André Greipel, que demostrà ser el més ràpid. Anteriorment Alan Marangolli (Colnago) i Oliver Kaiser (Omega) havien escapat durant bona part de l'etapa, i van ser agafat a sols dos km per a l'arribada.
|    | Ciclista                    | Equip                 | Temps      |
| -- | --------------------------- | --------------------- | ---------- |
| 1  | André Greipel (GER)         | Team HTC-Columbia     | 3h 14' 59" |
| 2  | Julian Dean (NZL)           | Garmin-Transitions    | m. t.      |
| 3  | Tiziano Dall'Antonia (ITA)  | Liquigas-Doimo        | m. t.      |
| 4  | Gregory Henderson (NZL)     | Team Sky              | m. t.      |
| 5  | Danilo Hondo (GER)          | Lampre-Farnese Vini   | m. t.      |
| 6  | Graeme Brown (AUS)          | Rabobank ProTeam      | m. t.      |
| 7  | Lucas Sebastián Haedo (ARG) | Team Saxo Bank        | m. t.      |
| 8  | Michiel Elijzen (NED)       | Omega Pharma-Lotto    | m. t.      |
| 9  | Fabio Sabatini (ITA)        | Liquigas-Doimo        | m. t.      |
| 10 | William Bonnet (FRA)        | BBox Bouygues Telecom | m. t.      |

|    | Ciclista                  | Equip                 | Temps       |
| -- | ------------------------- | --------------------- | ----------- |
| 1  | David Arroyo (ESP)        | Caisse d'Epargne      | 76h 26' 37" |
| 2  | Ivan Basso (ITA)          | Liquigas-Doimo        | + 2' 27"    |
| 3  | Richie Porte (AUS)        | Team Saxo Bank        | + 2' 44"    |
| 4  | Cadel Evans (AUS)         | BMC Racing Team       | + 3' 09"    |
| 5  | Carlos Sastre (ESP)       | Cervélo TestTeam      | + 4' 41"    |
| 6  | Vincenzo Nibali (ITA)     | Liquigas-Doimo        | + 4' 53"    |
| 7  | Aleksandr Vinokúrov (KAZ) | Astana Qazaqstan Team | + 5' 12"    |
| 8  | Michele Scarponi (ITA)    | Androni Giocattoli    | + 5' 24"    |
| 9  | Damiano Cunego (ITA)      | Lampre-Farnese Vini   | + 9' 21"    |
| 10 | Robert Kiserlovski (CRO)  | Liquigas-Doimo        | + 9' 32"    |

Etapa 19. Brescia – Aprica. 28 de maig de 2010. 198 km
Etapa reina de la present edició, amb una primera part en lleugera pujada fins a arribar a Aprica, on en el primer pas per la ciutat, al km 113 puntua de 2a categoria (14 km al 3,5% i rampes de fins al 15%). Tot seguit els ciclistes afronten el coll de Trivigno, al km 130 (11 km al 7,6% i rampes de fins al 14%), de primera categoria, i tot seguit el Mortirolo, també de 1a, al km 162 (12,8 km al 10,3% i rampes de fins al 18%), a sols 33 km per a l'arribada. El final a Aprica és per la mateixa carretera que anteriorment era puntuable, tot i que en aquests moments no ho és.
Etapa per a la història del ciclisme, amb un David Arroyo inconmensurable que defensà la maglia rosa fins al darrer metre, però que finalment no pogué fer-hi res i la perdé a mans d'Ivan Basso.
En les primeres rampes del Mortirolo Arroyo va perdre contacte amb el grup capdavanter, encapçalat pels homes del Liquigas-Doimo. Poc després sols quedaren al capdavant els italians Ivan Basso, Vincenzo Nibali i Michele Scarponi, que a poc a poc van guanyar temps al líder. Al cim li treien dos minuts, però en un descens vertiginós d'Arroyo reeixí recuperar més d'un minut i posar-se a sols 40" quan sols restaven 15 km per a l'arribada. En aquests moments Arroyo i Vinokúrov anaven uns segons per davant d'un trio perseguidor format per Cadel Evans, Carlos Sastre i John Gadret, però quan s'uniren en un grup de cinc no arribaren a una bona entesa i el trio capdavanter tornà a augmentar les diferències fins a ser insuperables per Arroyo, que a Aprica perdé més de 3' i el liderat de la cursa en favor de Basso.
|    | Ciclista                  | Equip                 | Temps      |
| -- | ------------------------- | --------------------- | ---------- |
| 1  | Michele Scarponi (ITA)    | Androni Giocattoli    | 5h 27' 04" |
| 2  | Ivan Basso (ITA)          | Liquigas-Doimo        | m. t.      |
| 3  | Vincenzo Nibali (ITA)     | Liquigas-Doimo        | m. t.      |
| 4  | Aleksandr Vinokúrov (KAZ) | Astana Qazaqstan Team | + 3' 05"   |
| 5  | John Gadret (FRA)         | AG2R La Mondiale      | + 3' 05"   |
| 6  | Cadel Evans (AUS)         | BMC Racing Team       | + 3' 06"   |
| 7  | David Arroyo (ESP)        | Caisse d'Epargne      | + 3' 06"   |
| 8  | Carlos Sastre (ESP)       | Cervélo TestTeam      | + 3' 06"   |
| 9  | Branislau Samòilau (BLR)  | Quick Step            | + 5' 27"   |
| 10 | Marco Pinotti (ITA)       | Team HTC-Columbia     | + 5' 27"   |

|    | Ciclista                  | Equip                 | Temps       |
| -- | ------------------------- | --------------------- | ----------- |
| 1  | Ivan Basso (ITA)          | Liquigas-Doimo        | 81h 55' 56" |
| 2  | David Arroyo (ESP)        | Caisse d'Epargne      | + 51"       |
| 3  | Vincenzo Nibali (ITA)     | Liquigas-Doimo        | + 2' 30"    |
| 4  | Michele Scarponi (ITA)    | Androni Giocattoli    | + 2' 49"    |
| 5  | Cadel Evans (AUS)         | BMC Racing Team       | + 4' 00"    |
| 6  | Carlos Sastre (ESP)       | Cervélo TestTeam      | + 5' 32"    |
| 7  | Richie Porte (AUS)        | Team Saxo Bank        | + 6' 00"    |
| 8  | Aleksandr Vinokúrov (KAZ) | Astana Qazaqstan Team | + 6' 22"    |
| 9  | Robert Kiserlovski (CRO)  | Liquigas-Doimo        | + 12' 44"   |
| 10 | Marco Pinotti (ITA)       | Team HTC-Columbia     | + 13' 40"   |

Etapa 20. Bormio – Passo del Tonale. 29 de maig de 2010. 178 km
Segona etapa d'altíssima muntanya de la present edició, amb quatre ports de més de 2.000 msnm i l'arribada també dalt. Hi ha una petita incursió per Suïssa.
Els primers quilòmetres són en descens fins a arribar a Tirano i la frontera suïssa, a menys de 500 msnm, on comença la llarga ascensió al Forcola di Livigno (1a categoria), a 2.315 metres, un dur port amb rampes sostingudes al 8% durant 10 km de la part central de l'ascensió. Tot seguit s'enllacen dos petits ports de 2a i 3a categoria, el Passo di Eira (6,5 km al 6,4%, km 93,6) i el Passo di Fiscagno (3,9 km al 6,7, km 100,5). Tot seguit comença un llarg descens fins a arribar a Bormio on comença la llarguíssima ascensió al Passo di Gavia (2.618 m, 24,9 km, al 5,6%), al km 148,8. Un llarg descens fins a Ponte di Lengo duu els ciclistes a l'inici de la darrera ascensió del dia, el Passo del Tonale (12,1 km, al 5,2) i punt d'arribada de l'etapa.
L'etapa va començar amb els dubtes sobre la possibilitat o no de pujar al Gavia per la gran quantitat de neu acumulada a les faldes, però finalment es va poder retirar a temps i l'etapa es va disputar sencera. Ivan Basso va aguantar les contínues envestides per mantenir el mallot rosa que li dona de manera virtual la victòria final.
Des des de l'inici es produïren atacs que cercaven sorprendre Basso. El primer atac important fou al quilòmetre 50, on un grup amb vint corredors, amb Aleksandr Vinokúrov, Gilberto Simoni i Carlos Sastre, entre d'altres s'escaparen del grup de la maglia rosa. Al Gavia Tschopp va ser el primer a passar per la Cima Coppi, seguit de Simoni, i del grup de Sastre, que ho va fer a mig minut. El gran grup perdia 1' 18". En el descens foren absorbits tots els escapats, excepte Tschopp, que es plantà en solitari a la meta de Passo del Tonale. Els atacs per despenjar Arroyo no tingueren succés i va poder mantenir la segona posició final.
|    | Ciclista               | Equip                 | Temps      |
| -- | ---------------------- | --------------------- | ---------- |
| 1  | Johann Tschopp (SUI)   | BBox Bouygues Telecom | 5h 26' 47" |
| 2  | Cadel Evans (AUS)      | BMC Racing Team       | + 16"      |
| 3  | Ivan Basso (ITA)       | Liquigas-Doimo        | + 25"      |
| 4  | Michele Scarponi (ITA) | Androni Giocattoli    | + 25"      |
| 5  | David Arroyo (ESP)     | Caisse d'Epargne      | + 41"      |
| 6  | Vincenzo Nibali (ITA)  | Liquigas-Doimo        | + 43"      |
| 7  | John Gadret (FRA)      | AG2R La Mondiale      | + 48"      |
| 8  | Bauke Mollema (NED)    | Rabobank ProTeam      | + 50"      |
| 9  | Daniele Righi (ITA)    | Lampre Farnese Vini   | + 57"      |
| 10 | Vassil Kirienka (BLR)  | Caisse d'Epargne      | + 1' 02"   |

|    | Ciclista                  | Equip                 | Temps       |
| -- | ------------------------- | --------------------- | ----------- |
| 1  | Ivan Basso (ITA)          | Liquigas-Doimo        | 87h 23' 00" |
| 2  | David Arroyo (ESP)        | Caisse d'Epargne      | + 1' 15"    |
| 3  | Vincenzo Nibali (ITA)     | Liquigas-Doimo        | + 2' 56"    |
| 4  | Michele Scarponi (ITA)    | Androni Giocattoli    | + 2' 57"    |
| 5  | Cadel Evans (AUS)         | BMC Racing Team       | + 3' 47"    |
| 6  | Richie Porte (AUS)        | Team Saxo Bank        | + 7' 25"    |
| 7  | Aleksandr Vinokúrov (KAZ) | Astana Qazaqstan Team | + 7' 31"    |
| 8  | Carlos Sastre (ESP)       | Cervélo TestTeam      | + 8' 55"    |
| 9  | Robert Kiserlovski (CRO)  | Liquigas-Doimo        | + 14' 06"   |
| 10 | Marco Pinotti (ITA)       | Team HTC-Columbia     | + 15' 00"   |

Etapa 21. Verona – Verona. 30 de maig de 2010. 15,3 km (CRI)
Contrarellotge individual pels voltants de Verona amb una petita dificultat muntanyosa a la part central de l'etapa.
Ivan Basso no va tenir cap problema per mantenir la diferència respecte als seus perseguidors en la general durant la contrarellotge i que va guanyar el suec Gustav Erik Larsson.
|    | Ciclista                  | Equip                 | Temps   |
| -- | ------------------------- | --------------------- | ------- |
| 1  | Gustav Erik Larsson (SWE) | Team Saxo Bank        | 20' 19" |
| 2  | Marco Pinotti (ITA)       | Team HTC-Columbia     | + 2"    |
| 3  | Aleksandr Vinokúrov (KAZ) | Astana Qazaqstan Team | + 17"   |
| 4  | Cadel Evans (AUS)         | BMC Racing Team       | + 22"   |
| 5  | Vincenzo Nibali (ITA)     | Liquigas-Doimo        | + 23"   |
| 6  | Ignatas Konovalovas (LTU) | Cervélo TestTeam      | + 23"   |
| 7  | Bradley Wiggins (GBR)     | Team Sky              | + 29"   |
| 8  | Cameron Meyer (AUS)       | Garmin-Transitions    | + 32"   |
| 9  | Michele Scarponi (ITA)    | Androni Giocattoli    | + 35"   |
| 10 | Tom Stamsnijder (NED)     | Rabobank ProTeam      | + 37"   |

|    | Ciclista                  | Equip                 | Temps       |
| -- | ------------------------- | --------------------- | ----------- |
| 1  | Ivan Basso (ITA)          | Liquigas-Doimo        | 87h 44' 01" |
| 2  | David Arroyo (ESP)        | Caisse d'Epargne      | + 1' 51"    |
| 3  | Vincenzo Nibali (ITA)     | Liquigas-Doimo        | + 2' 37"    |
| 4  | Michele Scarponi (ITA)    | Androni Giocattoli    | + 2' 50"    |
| 5  | Cadel Evans (AUS)         | BMC Racing Team       | + 3' 27"    |
| 6  | Aleksandr Vinokúrov (KAZ) | Astana Qazaqstan Team | + 7' 06"    |
| 7  | Richie Porte (AUS)        | Team Saxo Bank        | + 7' 22"    |
| 8  | Carlos Sastre (ESP)       | Cervélo TestTeam      | + 9' 39"    |
| 9  | Marco Pinotti (ITA)       | Team HTC-Columbia     | + 14' 20"   |
| 10 | Robert Kiserlovski (CRO)  | Liquigas-Doimo        | + 14' 51"   |

## Classificacions finals

### Classificació general
|    | Ciclista                  | Equip                 | Temps       |
| -- | ------------------------- | --------------------- | ----------- |
| 1  | Ivan Basso (ITA)          | Liquigas-Doimo        | 87h 44' 01" |
| 2  | David Arroyo (ESP)        | Caisse d'Epargne      | + 1' 51"    |
| 3  | Vincenzo Nibali (ITA)     | Liquigas-Doimo        | + 2' 37"    |
| 4  | Michele Scarponi (ITA)    | Androni Giocattoli    | + 2' 50"    |
| 5  | Cadel Evans (AUS)         | BMC Racing Team       | + 3' 27"    |
| 6  | Aleksandr Vinokúrov (KAZ) | Astana Qazaqstan Team | + 7' 06"    |
| 7  | Richie Porte (AUS)        | Team Saxo Bank        | + 7' 22"    |
| 8  | Carlos Sastre (ESP)       | Cervélo TestTeam      | + 9' 39"    |
| 9  | Marco Pinotti (ITA)       | Team HTC-Columbia     | + 14' 20"   |
| 10 | Robert Kiserlovski (CRO)  | Liquigas-Doimo        | + 14' 51"   |

|    | Ciclista            | Equip                 | Punts |
| -- | ------------------- | --------------------- | ----- |
| 1  | Matthew Lloyd       | Omega Pharma-Lotto    | 56    |
| 2  | Ivan Basso          | Liquigas-Doimo        | 41    |
| 3  | Johann Tschopp      | BBox Bouygues Telecom | 38    |
| 4  | Cadel Evans         | BMC Racing Team       | 35    |
| 5  | Michele Scarponi    | Androni Giocattoli    | 25    |
| 6  | Ludovic Turpin      | AG2R La Mondiale      | 20    |
| 7  | Rubens Bertogliati  | Androni Giocattoli    | 16    |
| 8  | Simone Stortoni     | Colnago-CSF Inox      | 16    |
| 9  | Aleksandr Vinokúrov | Astana Qazaqstan Team | 15    |
| 10 | Vincenzo Nibali     | Liquigas-Doimo        | 15    |

|    | Ciclista            | Equip                 | Punts |
| -- | ------------------- | --------------------- | ----- |
| 1  | Cadel Evans         | BMC Racing Team       | 150   |
| 2  | Aleksandr Vinokúrov | Astana Qazaqstan Team | 128   |
| 3  | Vincenzo Nibali     | Liquigas-Doimo        | 116   |
| 4  | Michele Scarponi    | Androni Giocattoli    | 110   |
| 5  | Ivan Basso          | Liquigas-Doimo        | 105   |
| 6  | Marco Pinotti       | Team HTC-Columbia     | 74    |
| 7  | Jérôme Pineau       | Quick Step            | 69    |
| 8  | Filippo Pozzato     | Team Katusha          | 67    |
| 9  | Damiano Cunego      | Lampre-Farnese Vini   | 64    |
| 10 | John Gadret         | AG2R La Mondiale      | 64    |

|    | Ciclista           | Equip              | Temps        |
| -- | ------------------ | ------------------ | ------------ |
| 1  | Richie Porte       | Team Saxo Bank     | 87h 57' 23"  |
| 2  | Robert Kiserlovski | Liquigas-Doimo     | + 7' 29"     |
| 3  | Bauke Mollema      | Rabobank ProTeam   | + 12' 19"    |
| 4  | Steven Kruijswijk  | Rabobank ProTeam   | + 30' 052    |
| 5  | Francis de Greef   | Omega Pharma-Lotto | + 42' 46"    |
| 6  | Valerio Agnoli     | Liquigas-Doimo     | + 1h 20' 30" |
| 7  | Rigoberto Urán     | Caisse d'Epargne   | + 1h 29' 44" |
| 8  | Jan Bakelants      | Omega Pharma-Lotto | + 1h 30' 18" |
| 9  | Marcel Wyss        | Cervélo TestTeam   | + 1h 37' 33" |
| 10 | Branislau Samòilau | Quick Step         | + 1h 38' 40" |

|    | Equip                 | Temps        |
| -- | --------------------- | ------------ |
| 1  | Liquigas-Doimo        | 262h 04' 40" |
| 2  | Rabobank ProTeam      | + 24' 21"    |
| 3  | Caisse d'Epargne      | + 1h 05' 55" |
| 4  | AG2R La Mondiale      | + 1h 10' 16" |
| 5  | Omega Pharma-Lotto    | + 1h 10' 45" |
| 6  | Team Saxo Bank        | + 1h 42' 45" |
| 7  | Cervélo TestTeam      | + 2h 06' 16" |
| 8  | Androni Giocattoli    | + 2h 22' 23" |
| 9  | Team Katusha          | + 2h 23' 30" |
| 10 | BBox Bouygues Telecom | + 2h 31' 15" |

| \| \| Equip \| Punts \| \| -- \| --------------------- \| ----- \| \| 1 \| Liquigas-Doimo \| 412 \| \| 2 \| Team HTC-Columbia \| 281 \| \| 3 \| Rabobank ProTeam \| 263 \| \| 4 \| Lampre-Farnese Vini \| 251 \| \| 5 \| Team Sky \| 235 \| \| 6 \| AG2R La Mondiale \| 221 \| \| 7 \| BMC Racing Team \| 217 \| \| 8 \| Team Saxo Bank \| 217 \| \| 9 \| Astana Qazaqstan Team \| 216 \| \| 10 \| Garmin-Transitions \| 214 \| | - Classificació dels esprints intermedis: Tom Stamsnijder (NED) - Classificació de la combativitat: Matthew Lloyd (AUS) - Classificació Azzurri d'Itàlia : Cadel Evans (AUS) - Classificació Fuga Cervelo: Jérôme Pineau (FRA) - Premi Fair-Play: Liquigas-Doimo (ITA) |       |
| | Equip | Punts |
| 1 | Liquigas-Doimo | 412   |
| 2 | Team HTC-Columbia | 281   |
| 3 | Rabobank ProTeam | 263   |
| 4 | Lampre-Farnese Vini | 251   |
| 5 | Team Sky | 235   |
| 6 | AG2R La Mondiale | 221   |
| 7 | BMC Racing Team | 217   |
| 8 | Team Saxo Bank | 217   |
| 9 | Astana Qazaqstan Team | 216   |
| 10 | Garmin-Transitions | 214   |

## Evolució de les classificacions
| Etapa (Vencedor)              | Classificació general Maglia rosa            | Classificació de la muntanya Maglia verde               | Classificació per punts Maglia rossa             | Classificació dels joves Maglia bianca              | Trofeu Fast Team                |
| ----------------------------- | -------------------------------------------- | ------------------------------------------------------- | ------------------------------------------------ | --------------------------------------------------- | ------------------------------- |
| 1a etapa Bradley Wiggins      | Bradley Wiggins                              | no entregat                                             | Bradley Wiggins                                  | Richie Porte                                        | Team Sky                        |
| 2a etapa Tyler Farrar         | Cadel Evans                                  | Paul Voss                                               | Tyler Farrar                                     | Richie Porte                                        | Team Saxo Bank                  |
| 3a etapa Wouter Weylandt      | Aleksandr Vinokúrov                          | Paul Voss                                               | Graeme Brown                                     | Richie Porte                                        | Team Saxo Bank                  |
| 4a etapa Liquigas-Doimo       | Vincenzo Nibali                              | Paul Voss                                               | Graeme Brown                                     | Valerio Agnoli                                      | Liquigas-Doimo                  |
| 5a etapa Jérôme Pineau        | Vincenzo Nibali                              | Paul Voss                                               | Jérôme Pineau                                    | Valerio Agnoli                                      | Liquigas-Doimo                  |
| 6a etapa Matthew Lloyd        | Vincenzo Nibali                              | Matthew Lloyd                                           | Tyler Farrar                                     | Valerio Agnoli                                      | Liquigas-Doimo                  |
| 7a etapa Cadel Evans          | Aleksandr Vinokúrov                          | Matthew Lloyd                                           | Tyler Farrar                                     | Richie Porte                                        | Team Saxo Bank                  |
| 8a etapa Chris Anker Sørensen | Aleksandr Vinokúrov                          | Matthew Lloyd                                           | Cadel Evans                                      | Richie Porte                                        | Liquigas-Doimo                  |
| 9a etapa Matthew Harley Goss  | Aleksandr Vinokúrov                          | Matthew Lloyd                                           | Tyler Farrar                                     | Richie Porte                                        | Liquigas-Doimo                  |
| 10a etapa Tyler Farrar        | Aleksandr Vinokúrov                          | Matthew Lloyd                                           | Tyler Farrar                                     | Richie Porte                                        | Liquigas-Doimo                  |
| 11a etapa Ievgueni Petrov     | Richie Porte                                 | Matthew Lloyd                                           | Tyler Farrar                                     | Richie Porte                                        | Team Saxo Bank                  |
| 12a etapa Filippo Pozzato     | Richie Porte                                 | Matthew Lloyd                                           | Jérôme Pineau                                    | Richie Porte                                        | Team Saxo Bank                  |
| 13a etapa Manuel Belletti     | Richie Porte                                 | Matthew Lloyd                                           | Jérôme Pineau                                    | Richie Porte                                        | Team Saxo Bank                  |
| 14a etapa Vincenzo Nibali     | David Arroyo                                 | Matthew Lloyd                                           | Aleksandr Vinokúrov                              | Richie Porte                                        | Liquigas-Doimo                  |
| 15a etapa Ivan Basso          | David Arroyo                                 | Matthew Lloyd                                           | Cadel Evans                                      | Richie Porte                                        | Liquigas-Doimo                  |
| 16a etapa Stefano Garzelli    | David Arroyo                                 | Matthew Lloyd                                           | Cadel Evans                                      | Richie Porte                                        | Liquigas-Doimo                  |
| 17a etapa Damien Monier       | David Arroyo                                 | Matthew Lloyd                                           | Cadel Evans                                      | Richie Porte                                        | Liquigas-Doimo                  |
| 18a etapa André Greipel       | David Arroyo                                 | Matthew Lloyd                                           | Cadel Evans                                      | Richie Porte                                        | Liquigas-Doimo                  |
| 19a etapa Michele Scarponi    | Ivan Basso                                   | Ivan Basso                                              | Cadel Evans                                      | Richie Porte                                        | Liquigas-Doimo                  |
| 20a etapa Johann Tschopp      | Ivan Basso                                   | Matthew Lloyd                                           | Cadel Evans                                      | Richie Porte                                        | Liquigas-Doimo                  |
| 21a etapa Gustav Erik Larsson | Ivan Basso                                   | Matthew Lloyd                                           | Cadel Evans                                      | Richie Porte                                        | Liquigas-Doimo                  |
| Final                         | Classificació general Maglia rosa Ivan Basso | Classificació de la muntanya Maglia verde Matthew Lloyd | Classificació per punts Maglia rossa Cadel Evans | Classificació dels joves Maglia bianca Richie Porte | Trofeu Fast Team Liquigas-Doimo |

## Punts UCI
Els 20 primers de la general i els cinc primers de cada etapa sumen punts per a la Classificació mundial UCI 2010. Al final de la cursa Cadel Evans prendrà el liderat de la classificació.
| Posició               | 1r  | 2n  | 3r  | 4t | 5è | 6è | 7è | 8è | 9è | 10è | 11è | 12è | 13è | 14è | 15è | 16è | 17è | 18è | 19è | 20è |
| Classificació general | 170 | 130 | 100 | 90 | 80 | 70 | 60 | 52 | 44 | 38  | 32  | 26  | 22  | 18  | 14  | 10  | 8   | 6   | 4   | 2   |
| Punts per etapes      | 16  | 8   | 4   | 2  | 1  |    |    |    |    |     |     |     |     |     |     |     |     |     |     |     |

| #  | Ciclista            | Equip                 | Pts |
| -- | ------------------- | --------------------- | --- |
| 1  | Ivan Basso          | Liquigas-Doimo        | 206 |
| 2  | David Arroyo        | Caisse d'Epargne      | 132 |
| 3  | Cadel Evans         | BMC Racing Team       | 128 |
| 4  | Vincenzo Nibali     | Liquigas-Doimo        | 123 |
| 5  | Michele Scarponi    | Androni Giocattoli    | 117 |
| 6  | Aleksandr Vinokúrov | Astana Qazaqstan Team | 85  |
| 7  | Richie Porte        | Team Saxo Bank        | 60  |
| 8  | Carlos Sastre       | Cervélo TestTeam      | 56  |
| 9  | Marco Pinotti       | Team HTC-Columbia     | 54  |
| 10 | Damiano Cunego      | Lampre-Farnese Vini   | 42  |

| Classificació final (11–56) | Classificació final (11–56) | Classificació final (11–56) | Classificació final (11–56) |
| --------------------------- | --------------------------- | --------------------------- | --------------------------- |
| 11                          | Tyler Farrar                | Garmin-Transitions          | 38                          |
| 11                          | Robert Kiserlovski          | Liquigas-Doimo              | 38                          |
| 13                          | John Gadret                 | AG2R La Mondiale            | 28                          |
| 14                          | Bauke Mollema               | Rabobank ProTeam            | 26                          |
| 15                          | Filippo Pozzato             | Team Katusha                | 25                          |
| 16                          | Matthew Goss                | Team HTC-Columbia           | 24                          |
| 17                          | Jérôme Pineau               | Quick Step                  | 20                          |
| 18                          | Manuel Belletti             | Colnago-CSF Inox            | 18                          |
| 18                          | Stefano Garzelli            | Acqua & Sapone              | 18                          |
| 18                          | André Greipel               | Team HTC-Columbia           | 18                          |
| 18                          | Vladímir Karpets            | Team Katusha                | 18                          |
| 18                          | Evgueni Petrov              | Team Katusha                | 18                          |
| 18                          | Bradley Wiggins             | Team Sky                    | 18                          |
| 24                          | Damien Monier               | Cofidis                     | 16                          |
| 24                          | Gustav Erik Larsson         | Team Saxo Bank              | 16                          |
| 24                          | Matthew Lloyd               | Omega Pharma-Lotto          | 16                          |
| 24                          | Chris Anker Sørensen        | Team Saxo Bank              | 16                          |
| 24                          | Wouter Weylandt             | Quick Step                  | 16                          |
| 24                          | Johann Tschopp              | BBox Bouygues Telecom       | 16                          |
| 30                          | Danilo Hondo                | Lampre-Farnese Vini         | 15                          |
| 31                          | Mauricio Ardila             | Rabobank ProTeam            | 14                          |
| 32                          | Greg Henderson              | Team Sky                    | 12                          |
| 32                          | Fabio Sabatini              | Liquigas-Doimo              | 12                          |
| 34                          | Linus Gerdemann             | Team Milram                 | 10                          |
| 34                          | Steven Kruijswijk           | Rabobank ProTeam            | 10                          |
| 36                          | Rubens Bertogliati          | Androni Giocattoli          | 8                           |
| 36                          | Brent Bookwalter            | BMC Racing Team             | 8                           |
| 36                          | Graeme Brown                | Rabobank ProTeam            | 8                           |
| 36                          | Dario Cataldo               | Quick Step                  | 8                           |
| 36                          | Dario Cioni                 | Team Sky                    | 8                           |
| 36                          | Julian Dean                 | Garmin-Transitions          | 8                           |
| 36                          | Julien Fouchard             | Cofidis                     | 8                           |
| 36                          | Simone Stortoni             | Colnago-CSF Inox            | 8                           |
| 36                          | Thomas Voeckler             | BBox Bouygues Telecom       | 8                           |
| 45                          | Robert Forster              | Team Milram                 | 7                           |
| 46                          | Alexander Efimkin           | AG2R La Mondiale            | 5                           |
| 47                          | Yukiya Arashiro             | BBox Bouygues Telecom       | 4                           |
| 47                          | Tiziano Dall'Antonia        | Liquigas-Doimo              | 4                           |
| 47                          | Iban Mayoz                  | Footon-Servetto             | 4                           |
| 47                          | Xavier Tondo                | Cervélo TestTeam            | 4                           |
| 47                          | Steven Kruijswijk           | Rabobank ProTeam            | 4                           |
| 52                          | Hubert Dupont               | AG2R La Mondiale            | 2                           |
| 52                          | Robbie McEwen               | Team Katusha                | 2                           |
| 52                          | Paul Voss                   | Team Milram                 | 2                           |
| 52                          | Daniel Moreno               | Omega Pharma-Lotto          | 2                           |
| 56                          | Adam Blythe                 | Omega Pharma-Lotto          | 1                           |
| 56                          | Federico Canuti             | Colnago-CSF Inox            | 1                           |
| 56                          | Sebastian Lang              | Omega Pharma-Lotto          | 1                           |
| 56                          | Alessandro Petacchi         | Lampre-Farnese Vini         | 1                           |
| 56                          | Steve Cummings              | Team Sky                    | 1                           |